# Säljaren
Säljaren är en sjö i Strömsunds kommun i Jämtland och ingår i Ångermanälvens huvudavrinningsområde. Sjön har en area på 0,579 kvadratkilometer och ligger 653,4 meter över havet. Sjön avvattnas av vattendraget Sjoutälven.

## Delavrinningsområde
Säljaren ingår i det delavrinningsområde (718632-143280) som SMHI kallar för Utloppet av Säljaren. Medelhöjden är 743 meter över havet och ytan är 8,15 kvadratkilometer. Det finns inga avrinningsområden uppströms utan avrinningsområdet är högsta punkten. Sjoutälven som avvattnar avrinningsområdet har biflödesordning 3, vilket innebär att vattnet flödar genom totalt 3 vattendrag innan det når havet efter 315 kilometer. Avrinningsområdet består mestadels av skog (37 procent) och kalfjäll (54 procent). Avrinningsområdet har 0,72 kvadratkilometer vattenytor vilket ger det en sjöprocent på 8,7 procent.